# Jacob Gens
Jacob Gens (* 1905 in Illoviečiai, Oblast Šiauliai; † 14. September 1943 in Wilna) war Vorsitzender des Judenrats im Ghetto Wilna.

## Leben
Jacob Gens hatte 1919 als Freiwilliger in der litauischen Armee gedient. Als Zionist stand er den Revisionisten nah.
Jacob Gens kam im Juli 1940 nach Wilna, um sich dem Zugriff der sowjetischen Geheimpolizei des NKWD zu entziehen, da er befürchtete, als Anhänger des revisionistischen Zionismus als antisowjetisches Element verhaftet zu werden.
Nach dem deutschen Überfall auf die Sowjetunion und der Besetzung Wilnas durch die Deutschen Ende Juni 1941 wurde er zum Leiter des Jüdischen Krankenhauses ernannt. Anfang September 1941 wurde er von Anatol Fried, dem damaligen Vorsitzenden des Judenrats, damit beauftragt, die Polizei im Ghetto zu organisieren und zu leiten. Die Ghettopolizei unterstützte die SS bei der Deportation Zehntausender Juden in die deutschen Vernichtungslager. Als Leiter der Ghettopolizei war Gens für die Selektion der Opfer verantwortlich. In dieser Position versuchte er so viele Ghettobewohner wie möglich vor der Deportation zu bewahren.
Seine Haltung zum bewaffneten Widerstand war ambivalent. Er unterhielt Kontakt mit einzelnen Brigadeleitern und schien einen Aufstand gegen die Liquidierung zu befürworten.
Nachdem die deutsche Polizei der Widerstandsbewegung im Ghetto Fareinikte Partisaner Organisatzije (FPO) auf die Spur gekommen war, verhaftete er auf Verlangen der Deutschen deren Anführer Jitzchak Wittenberg. Nachdem Wittenberg zunächst von der FPO hatte befreit werden können, stellte er sich jedoch der Gestapo, um die angedrohte Vernichtung des Ghettos abzuwenden. Gens soll Wittenberg eine Zyankali-Kapsel zugespielt haben, mit der dieser später in deutscher Haft Suizid beging.
Im September 1943 wurde das Ghetto Wilna geräumt. Am 14. September 1943 wurde Gens zur Gestapo befohlen. Obwohl er gewarnt war, dass die Deutschen ihn töten wollten, befolgte er den Befehl und wurde um 18:00 Uhr von der Gestapo erschossen.
Seine Geschichte wurde 2006 verfilmt unter dem Titel Ghetto mit Heino Ferch in der Titelrolle.